# Аргутинские-Долгорукие
Аргутинские-Долгорукие, Аргуташвили-Мхаргрдзели (арм. Արղության-Երկայնաբազուկ, груз. მხარგრძელი-არღუთაშვილი) — грузинский и русский знатный род армянского происхождения. 
Известен с 1062 года. Потомки ветви Закарянов/Мхаргрдзели. Причислены к князьям Российской империи согласно указам 1783 и 1850. Записаны в списки князей (24 июля 1783). Русское написание Аргутов (Argoutoff) — (1850), на основе трактата (1793).
Род Аргутянов-Аргутинских ведет своё происхождение от князя Аргута. Существует две версии о родословной Аргута:
1. Аргут был потомком князей Закарянов († 1506).
2. Аргут происходил из княжеского дома Гасан-Джалалянов, правителей армянского Хаченского княжества (Арцах) в родословных списках которых он упоминается в XIV веке.

## Значение фамилии
Первая часть фамилии является русифицированным вариантом фамилии патриарха Армянского Иосифа, вторая — переводом прозвища персидского царя Артаксеркса I (лат. Artaxerxes Longimanus, согласно Плутарху, его правая рука была длиннее левой), на происхождение от которого претендовал род патриарха.

## Происхождение рода
Род князей Аргутинские-Долгоруковы, как армянские так и грузинские исторические книги удостоверяют, происхождение от персидского царя Артаксеркса-Долгорукого. По разрушению древнего персидского царства, когда возвысилось царство Македонское, потомки Артаксеркса вошли в Армению и из них Аршак (Арсак) Великий владел царством Персидским и Армянским. От рода его произошедшие владетели армянские именовались Аршакунскими (Арсацидами). Сие название дошло до владетеля Армении, Карпаниеля Аршакунского, известного в лето по Рождеству Христово (1062). Правнук сего Карпаниеля, Амир Спасалар Захарий, возвысился между современниками знаменитыми своими подвигами, завладел частью Армении, включающим в себя города Ани и Лори с их областями. Правил в чине государя, повинуясь только грузинскому царю Георгию и дочери его Тамаре, как верховный повелитель их войск. Приемники по нем были его сыновья. Во время владения Шагин-шаха, татарский Хулав-хан, учинил нападение (1250) и отнял большую часть владение его. В возмездие чего приемник Аргун-хана сыну и наследнику Шагин-шаха прибавил имя своё Аргун. Почему потомки сего рода и называются - князья Аргутинские-Долгорукие. Происходящий из этого рода Патриарх всех армян Иосиф Аргутинский-Долгорукий (22 марта 1800) пожалован императором Павлом I дипломом, в котором подтверждается с родом его в княжеском достоинстве, какое имели предки его.

## Известные представители
- Иосиф (Аргутинский-Долгорукий) (1743—1801) — католикос всех армян.
- Аргутинский-Долгорукий, Моисей Захарович (1797—1855) — князь, генерал-лейтенант, генерал-адъютант, герой Кавказской войны.
- Аргутинский-Долгоруков, Владимир Николаевич (1874—1941) — российский дипломат, искусствовед, коллекционер, меценат.